# Óscar Aguilar (militar)
Oscar Aguilar (Elota, Sinaloa, 1888-Monterrey, 1928) fue un militar mexicano que participó en la Revolución mexicana como villista.

## Trayectoria
Desde sus inicios se incorporó al movimiento armado maderista. En 1913 se unió al Ejército Constitucionalista, bajo las órdenes de Ángel Flores, participando en las campañas de Sonora y Sinaloa. Más tarde militó en las fuerzas villistas. En 1920 se adhirió al Plan de Agua Prieta.
Alcanzó el grado de general brigadier. Apoyó la candidatura presidencial de Francisco R. Serrano.  
Murió fusilado en Monterrey, Nuevo León, en enero de 1928. 